# Luke Ravenstahl

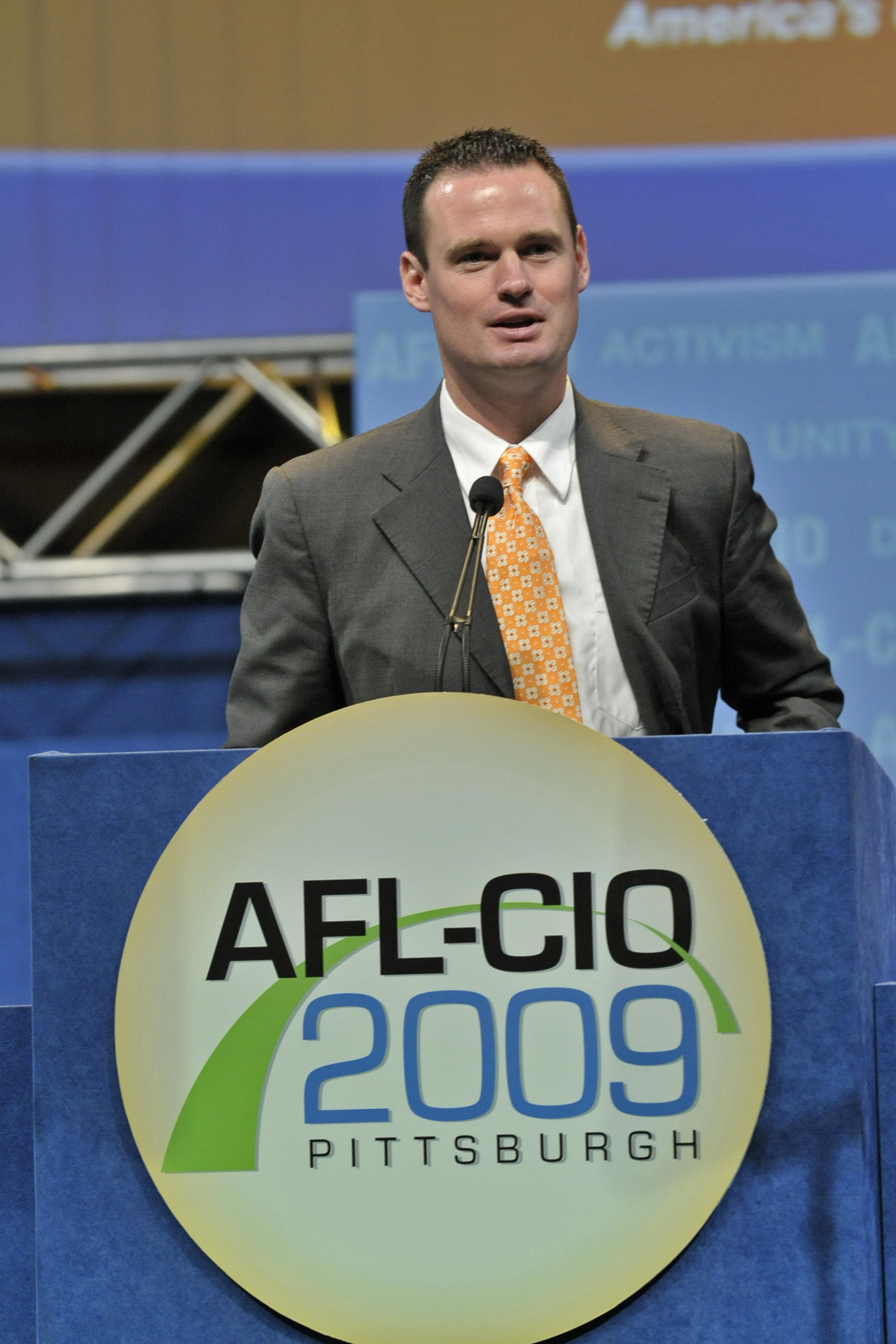
Luke Ravenstahl (2009)

Luke Ravenstahl (* 6. Februar 1980 in Pittsburgh, Pennsylvania) ist ein US-amerikanischer Politiker. Er war von September 2006 bis Januar 2014 der 59. Bürgermeister von Pittsburgh. Ravenstahl war bei seiner Ernennung mit 26 Jahren der jüngste Bürgermeister in der Geschichte der Stadt und der jüngste Bürgermeister einer großen Stadt in der Geschichte der Vereinigten Staaten.

## Politischer Werdegang
Der in Troy Hill, einem Ortsteil im Norden von Pittsburgh, geborene Ravenstahl gehört der Demokratischen Partei an. Seine politische Karriere begann im Jahr 2003. Im Alter von 23 Jahren, nur vier Monate nach seinem Collegeabschluss, kandidierte er erfolgreich für einen Sitz im Stadtrat. 2004 und 2005 wurde er in das Amt des Stadtrat-Präsidenten gewählt. Nach dem Tod des amtierenden Bürgermeisters Bob O’Connor am 1. September 2006 wurde Ravenstahl zu dessen Nachfolger ernannt und bei den allgemeinen Wahlen im Jahr 2007 mit 63,19 % der Stimmen im Amt bestätigt. 2009, bei der Wiederwahl für die zweite Amtszeit, konnte er sich erneut gegen seine Mitbewerber durchsetzen. Im Januar 2014 wurde er von Bill Peduto als Bürgermeister abgelöst.